# Arrondissement de Falaise
L'arrondissement de Falaise est un ancien arrondissement français du département du Calvados. Comme l'arrondissement de Pont-l'Évêque, il fut créé le 17 février 1800 et supprimé le 10 septembre 1926. Les cantons furent incorporés à l'arrondissement de Caen.

## Composition
Il comprenait les cantons de Bretteville-sur-Laize, Morteaux-Coulibœuf, Falaise-Nord, Falaise-Sud et Thury-Harcourt.

## Sous-préfets
| Période           | Période                           | Identité                       | Fonction précédente                           | Observation                                               |
| ----------------- | --------------------------------- | ------------------------------ | --------------------------------------------- | --------------------------------------------------------- |
|                   | 3 thermidor an IX 22 juillet 1801 | Chryseuil Rulhière             |                                               | Nommé préfet de la Roer mais meurt avant son installation |
|                   |                                   |                                |                                               |                                                           |
| 17 mars 1849      | 30 août 1854                      | Jean Poussou de Fonbrune       | Sous-préfet de La Tour-du-Pin                 | Nommé sous-préfet du Blanc                                |
| 30 août 1854      | 23 septembre 1858                 | Jean-Baptiste Lodin de Lépinay | Sous-préfet de Châteaulin                     | Nommé secrétaire général de la préfecture du Calvados     |
|                   |                                   |                                |                                               |                                                           |
| 7 juin 1873       | 1er juillet 1873                  | Charles Arson                  |                                               | Nommé sous-préfet de Tonnerre                             |
|                   |                                   |                                |                                               |                                                           |
| 13 février 1880   | 4 avril 1883                      | Jean Capelet                   | Sous-préfet de Bar-sur-Seine                  | Nommé sous-préfet d'Hazebrouck                            |
| 4 avril 1883      | 22 décembre 1884                  | Paul Hippeau                   | Sous-préfet de Lannion                        | Mis en disponibilité sur sa demande                       |
| 22 décembre 1884  | 8 juin 1891                       | Théodore Bucquet               | Conseiller de préfecture du Calvados          | Nommé secrétaire général de la préfecture du Doubs        |
| 8 juin 1891       | 26 septembre 1899                 | Adolphe Cauchy                 | Conseiller de préfecture du Calvados          | Nommé sous-préfet de Morlaix                              |
| 26 septembre 1899 | 10 juin 1909                      | Camille Blet                   | Chef de cabinet du préfet des Alpes-Maritimes | Nommé sous-préfet de Saint-Nazaire                        |
| 10 juin 1909      | 4 janvier 1916                    | Charles Guibout                | Secrétaire général de la préfecture de l'Orne | Nommé sous-préfet de Bastia                               |
| 4 janvier 1916    | 12 septembre 1918                 | Paul Tisseau                   |                                               | Nommé sous-préfet de Lisieux                              |
| 26 septembre 1918 | 11 avril 1926                     | André Noël                     | Sous-préfet de Vire                           | Nommé sous-préfet de Bayeux                               |